# Топонимия Алжира

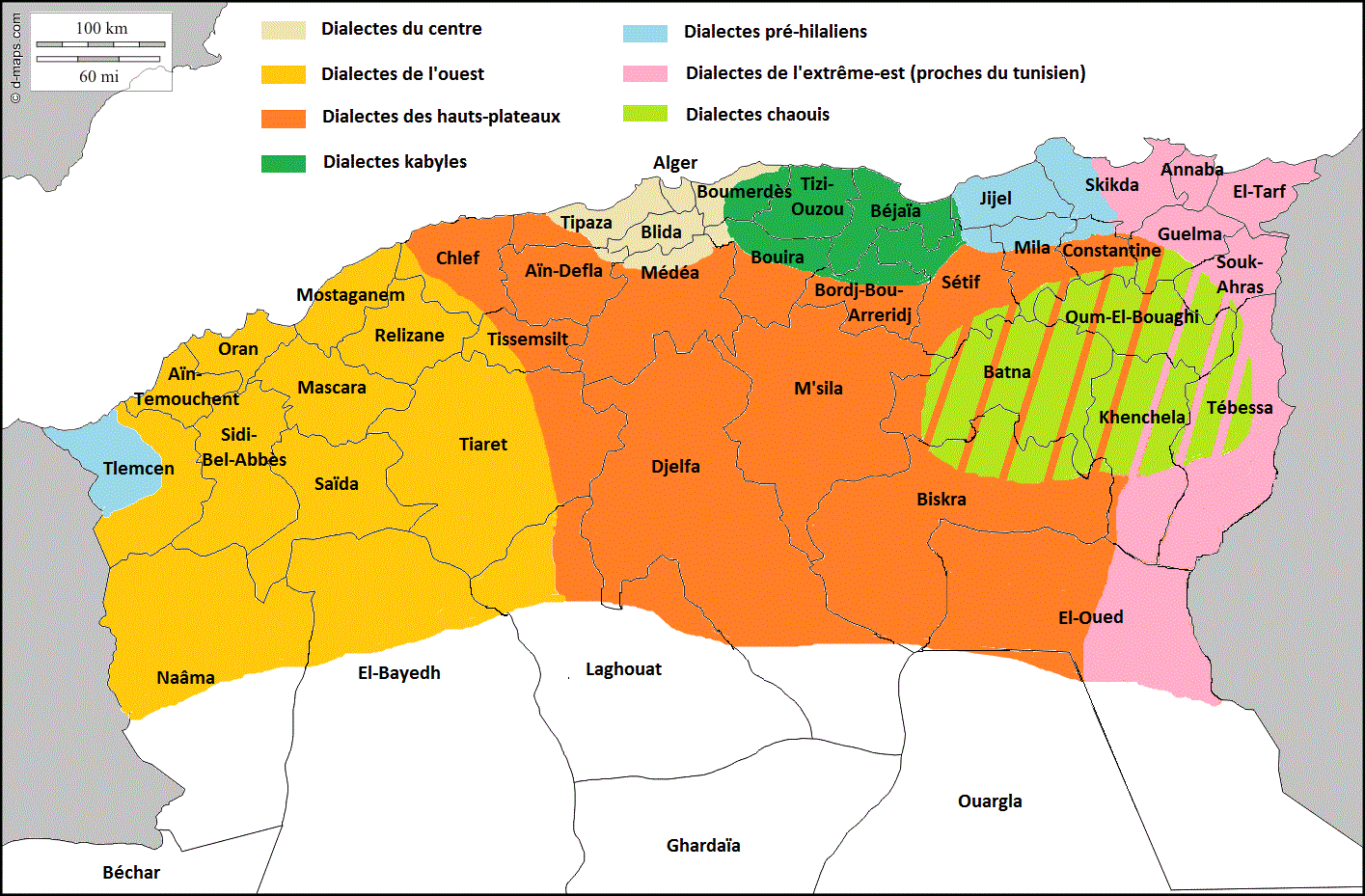
Карта диалектов народов Алжира

Топонимия Алжира — совокупность географических названий, включающая наименования природных и культурных объектов на территории Алжира. Структура и состав топонимии обусловлены такими факторами, как многотысячелетняя история и географическое положение страны.

## Название страны
Топоним «Алжир» (араб. مدينة الجزائر‎) происходит от названия столицы страны— города Алжир, который получил название благодаря своему местоположению — он был основан в X веке на 4-х прибрежных островах, из-за чего был название «Эль-Джезаир» (арабское «острова»). В русский язык топоним вошёл в искажённом виде — «Алжир».

## Формирование и состав топонимии
По оценке В. А. Жучкевича, Алжир, наряду с другими странами Магриба, входит в топонимическую область Северной Африки, где находились древнейшие государственные образования, и имеет довольно чётко выраженную границу с топонимической областью Центральной Африки. Эта граница проходит по поясу пустынь, образующих переходную зону. Таким образом, север Африки, включая территорию Алжира, имеет многослойную топонимию с абсолютным преобладанием берберо-арабских топонимов. Применительно к Алжиру топонимисты выделяют следующие исторически сложившиеся топонимические пласты:
- древнейший (ливийско-берберский)
- финикийский
- греко-латинский
- арабо-берберский[3].

А.Пеллегрен несколько расширяет эту классификацию, выделяя в составе топонимии Алжира такие слои как доберберский, ливийско-берберский, финикийский, греко-латинский, арабский, итальянский, французский и испанский пласты.
Расположение этих пластов хорошо коррелирует с географическими условиями страны: так, прибрежные регионы страны, занимающие около 20 % её территории, где наличествуют древнейшие античные топонимы, можно топонимически сравнить с Южной Европой. Берберские топонимы на территории страны составляют повсеместно основной фон, при этом их удельный вес возрастает по направлению к Сахаре. Арабские названия сосредоточены преимущественно в средней, горной полосе страны, при этом к северу удельный вес арабских топонимов сокращается (и, соответственно, возрастает вес древних и европейских), а к югу — возрастает удельный вес берберских. Пустынные же местности (пустыня Сахара занимает порядка 80 % территории Алжира) характеризуются наличием небольшого количества древнейших топонимов, при этом колониальная эпоха также не оставила в местной топонимии сколько-нибудь ярких следов. К числу древних оронимов относят такие как Атлас.

## Топонимическая политика
Национальным органом, в компетенцию которого входит реализация топонимической политики, с 1998 года является Постоянная топонимическая комиссия (фр. Commission Permanente Spécialisée de Toponymie), расположенная в городе Алжир, руководитель — Х.Укаси.